# Gelbvieh
Gelbvieh, auch Gelbes Frankenvieh oder einfach Frankenvieh genannt, ist eine deutsche behornte Hausrindrasse. Hans Hinrich Sambraus beschreibt sie als „großwüchsiges, langes Rind mit guter Bemuskelung und kräftigen Kochen“, das einfarbig gelb ist und „im Allgemeinen ein helles, gelegentlich dunkles Flotzmaul“ hat.

## Geschichte
Das Gelbvieh entstammt dem roten altfränkischen Vieh, in das im Laufe der Jahrhunderte verschiedene weitere Rassen eingekreuzt wurden. 1872 wurde begonnen, Simmentaler aus der Schweiz zu importieren und so die Zucht auf ein einfarbiges gelbes Rind umzustellen. 1875 wurde in Uffenheim der erste Stammzuchtverein und schließlich 1897 der erste Zuchtverband für Mittel- und Oberfranken gegründet. 1899 entstand ein Zuchtverband für Unterfranken.
Im 20. Jahrhundert wurden einzelne Tiere der Rassen Rotes Dänisches Milchrind und Rotes Flämisches Rind eingekreuzt. Das Gelbvieh selbst wurde teilweise in den Rinderrassen Kärntner Blondvieh, Murbodner und Glanvieh verwendet.
Das Gelbvieh war das typische Rind in der bayerischen Rhön und im Spessart und war auch in Hessen und Thüringen stärker verbreitet.
Zuchtlinien für Gelbvieh wurden ab 1971 in den USA und ab 1972 in Kanada begründet. Sie nutzten dazu anfänglich Importe aus Deutschland. Heute gehören die Bestände zu den häufigen Rassen, so wurden 2012 in Kanada 3500 und in den USA 45.000 Rinder dieser Zucht registriert.
Weitere, größere Bestände gibt es in Australien und Südafrika, einzelne Herden auch in vielen anderen Ländern weltweit.

## Merkmale
Das Gelbvieh ist einfarbig gelb bis rötlich. In Kanada und den USA wird „Gelbvieh“ allerdings mittlerweile überwiegend in einer schwarzen Farbvariante gezüchtet, die es in Deutschland nicht gibt. Bei dem in Deutschland verbreiteten Gelbvieh soll das Flotzmaul hell sein, die Hörner ebenfalls hell mit dunkler Spitze und die Klauen dunkel. Ursprünglich handelte es sich um eine Dreinutzungsrasse (Milch, Fleisch, Arbeitsleistung als Zugtier), heute eher Doppelnutzungsrasse (Milch, Fleisch) oder reine Fleischrasse. Die Tiere sind mittel- bis großrahmig, haben eine gute Bemuskelung, einen kräftigen Knochenbau und harte Klauen. Kühe erreichen bei einer Widerristhöhe von 138–142 cm 700–800 kg, Stiere bei 150–158 cm 1200–1300 kg. Die Jahresmilchleistung betrug 2004/2005 durchschnittlich 5657 kg bei 4,19 % Fett und 3,53 % Eiweiß. Diese Leistung hat sich in den letzten Jahrzehnten kaum verändert. In der Mast haben die Tiere Tageszunahmen von etwa 1200–1300 g, der Ausschlachtungsgrad beträgt 58–62 %.
Das Gelbvieh liefert neben exzellenten Klassifizierungsergebnissen eine hohe sensorische Fleischqualität. Es ist gleichmäßig marmoriert und ist überdurchschnittlich zart. Durch die kräuterreichen Rhönweiden hat das Fleisch ein exzellentes Aroma.
In Deutschland ist dieser Rinderrasse nach dem Rasseschlüssel die Kennung 12 zugewiesen, bei der Beschränkung auf Fleischnutzung ist die Kennung 76.

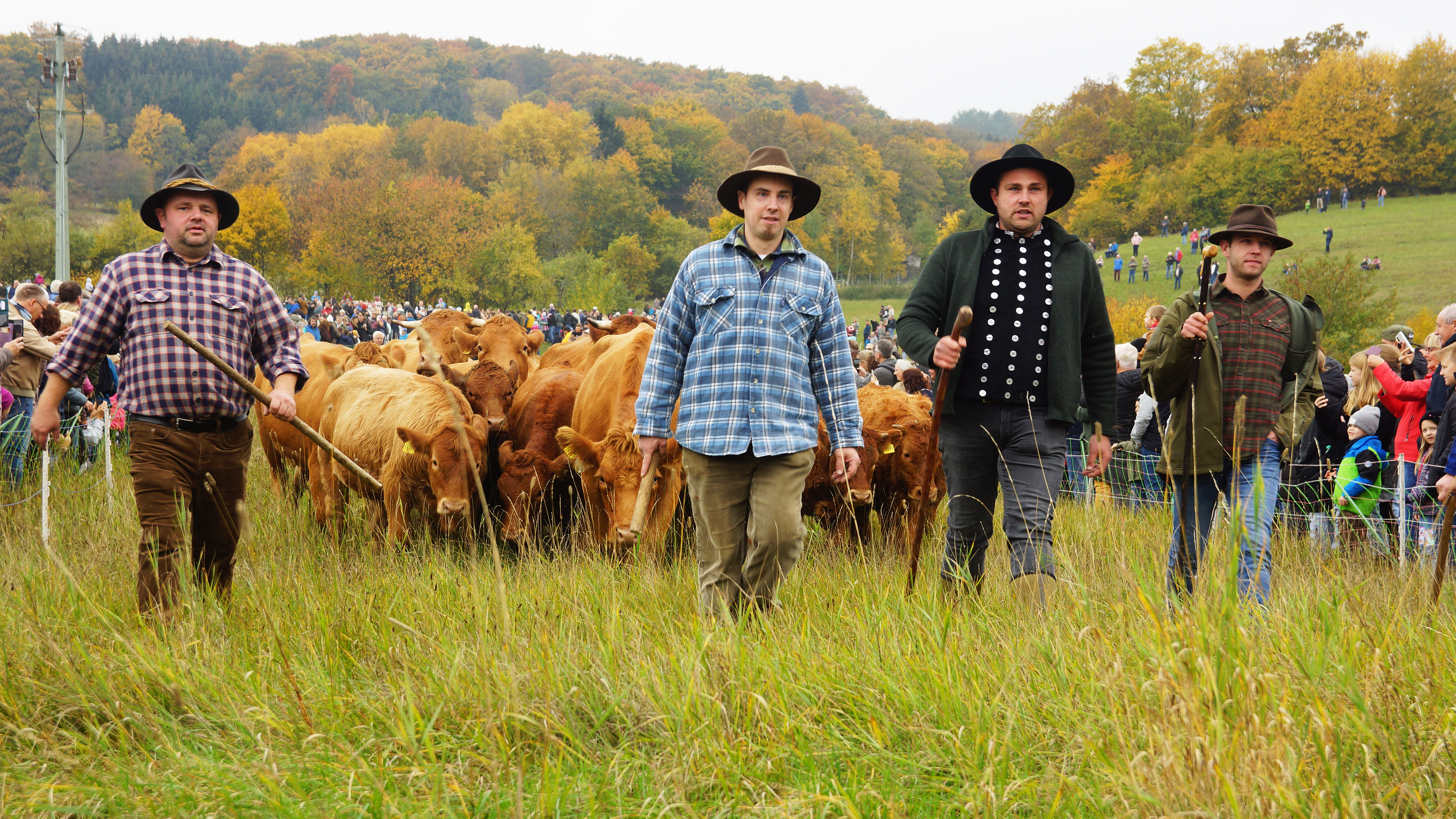
Gelbviehherde beim Weideabtrieb in Ginolfs 2024

## Bestandsentwicklung und Gefährdung
Betrug der Anteil an Gelbvieh an den Herdbuchrindern im Jahr 1951 (nur in den westdeutschen Ländern der Bundesrepublik Deutschland) noch 7,7 %, sank dieser Anteil im wiedervereinigten Deutschland im Jahr 1998 auf nur noch 0,4 %.
In Deutschland sank die Zahl weiblicher Zuchttiere in der Doppelnutzung von einem Bestand von 8.552 im Jahr 1997 auf nur noch 1.289 im Jahr 2022. Bei den männlichen Zuchttieren gab es in denselben Jahren eine Entwicklung von 34 auf nur noch 10 Tiere. Es sind aber ca. 20 weitere Bullen über die künstliche Besamung verfügbar. Die Zahl der weiblichen Zuchttiere in der reinen Fleischnutzung stieg von ca. 1000 im Jahre 2012 auf 1335 im Jahr 2022 mit ca. 30 Bullen. Es gibt mehrere anerkannte Zuchtverbände für Zuchttiere in der Doppelnutzung und in der reinen Fleischnutzung in verschiedenen deutschen Ländern. Sowohl Samen als auch Embryonen sind in einer Genbank gelagert.
In Bayern und in Nordrhein-Westfalen wird die Zucht der Rinderrasse Gelbvieh staatlich gefördert. Dies gilt unter bestimmten Umständen auch in Mecklenburg-Vorpommern und in Hessen.
Für die Erhaltung der Rasse tritt die „Interessengemeinschaft für das Deutsche Gelbvieh“ ein. In ihr sind Züchter in ganz Deutschland organisiert.
Das Gelbvieh steht 2024 in Stufe III (= gefährdet) auf der Roten Liste gefährdeter Nutztierrassen der Gesellschaft zur Erhaltung alter und gefährdeter Haustierrassen (GEH). Die GEH hat einen Betreuer für diese Rinderrasse berufen.
Die GEH hat für das Jahr 2025 das Gelbvieh zur Gefährdeten Nutztierrasse des Jahres ausgerufen. Seit dem Jahre 1984 wird mit dieser Auswahl von der GEH auf diejenigen heimischen Nutztiere hingewiesen, die es wegen der Agrarbiodiversität zu erhalten gilt, um diese genetische Reserve auch zukünftig zur Verfügung zu haben.

Bilder des Gelbviehs
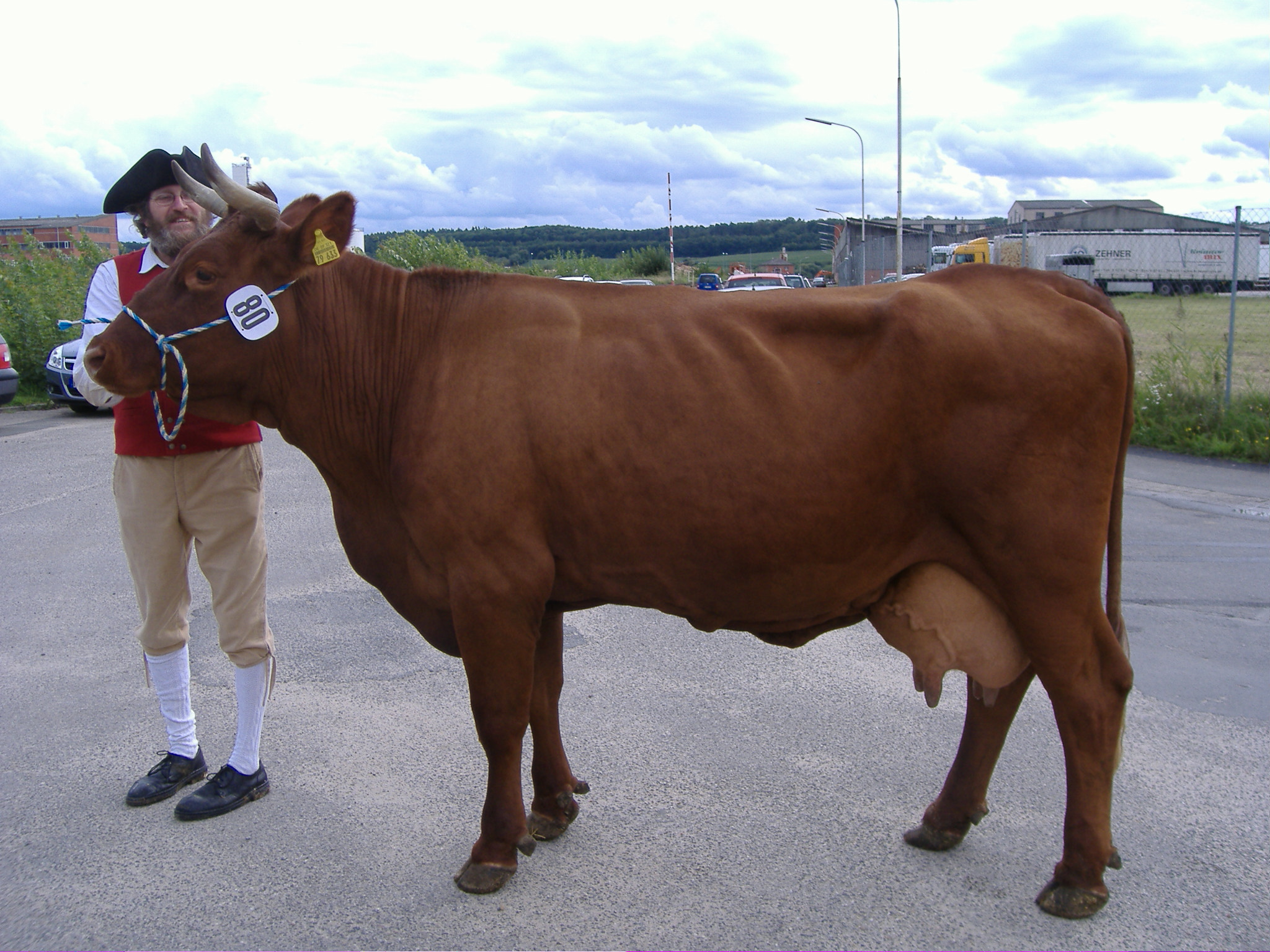
Kuh bei einer Vorführung
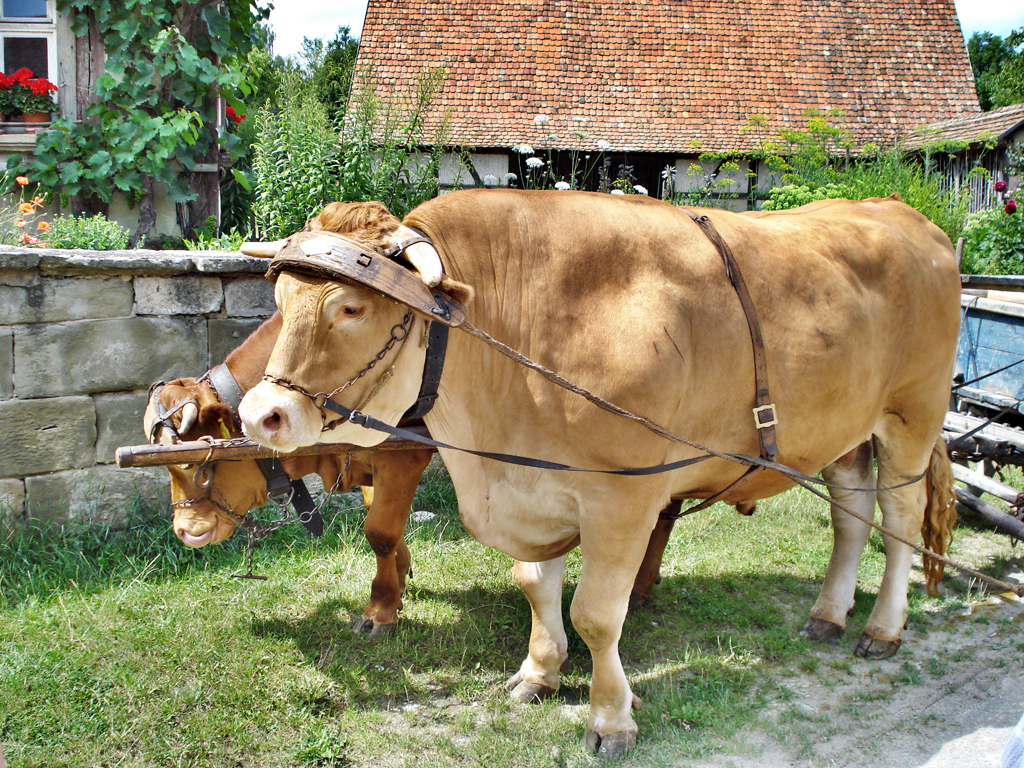
Ochsen im Fränkischen Freilandmuseum Bad Windsheim
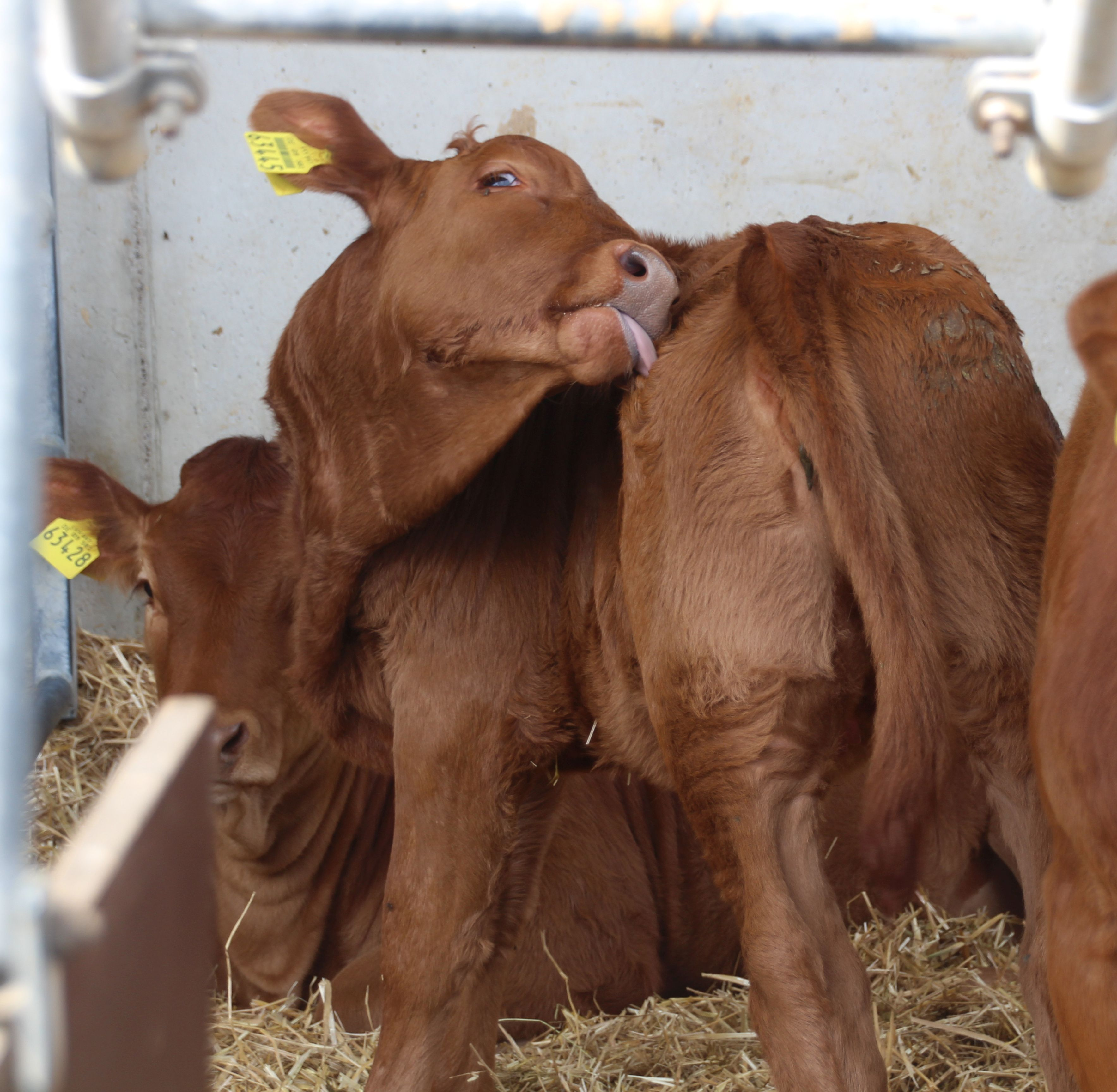
Kälber – das Flotzmaul zu dunkel?
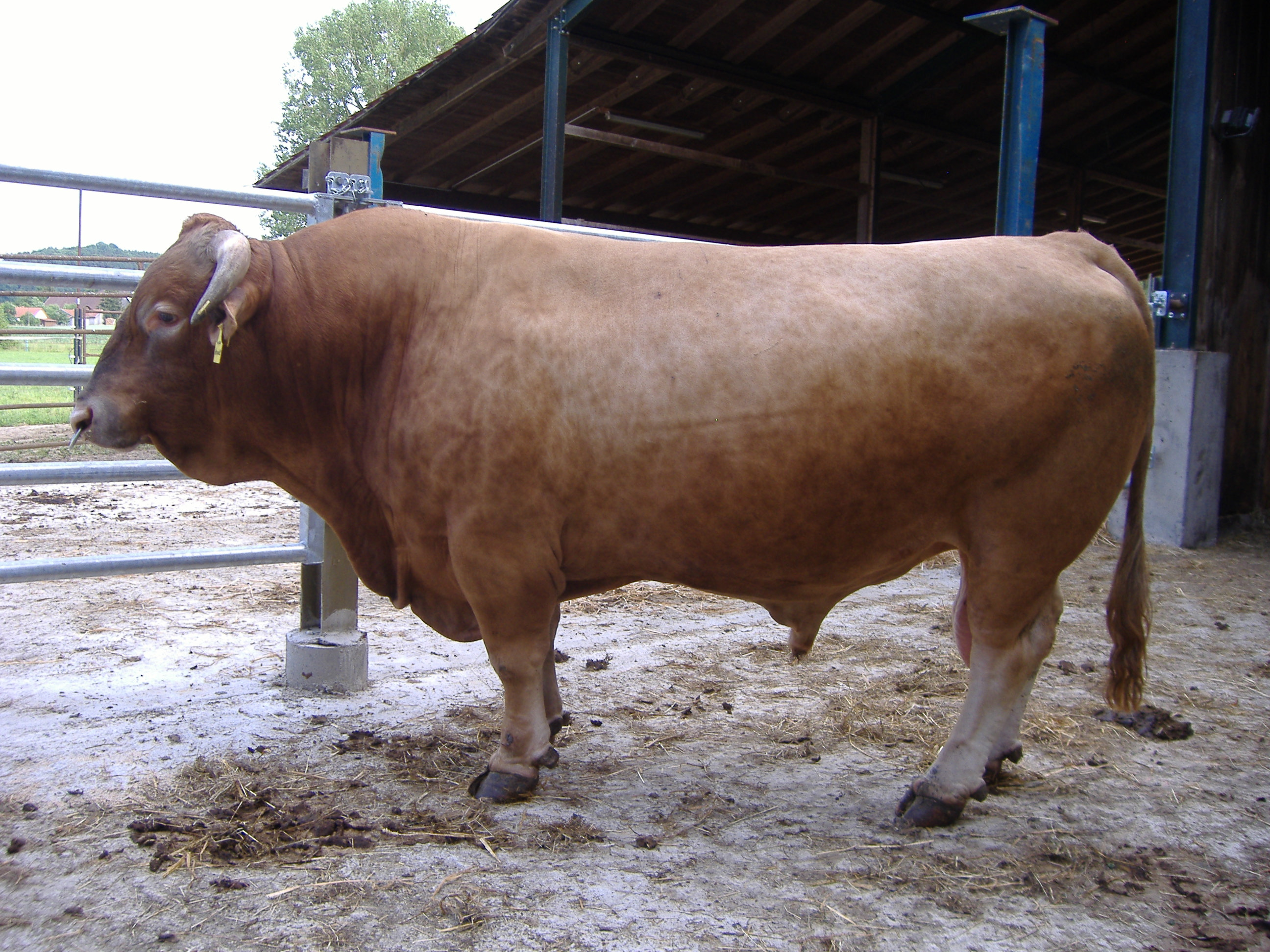
Der Bulle Herold
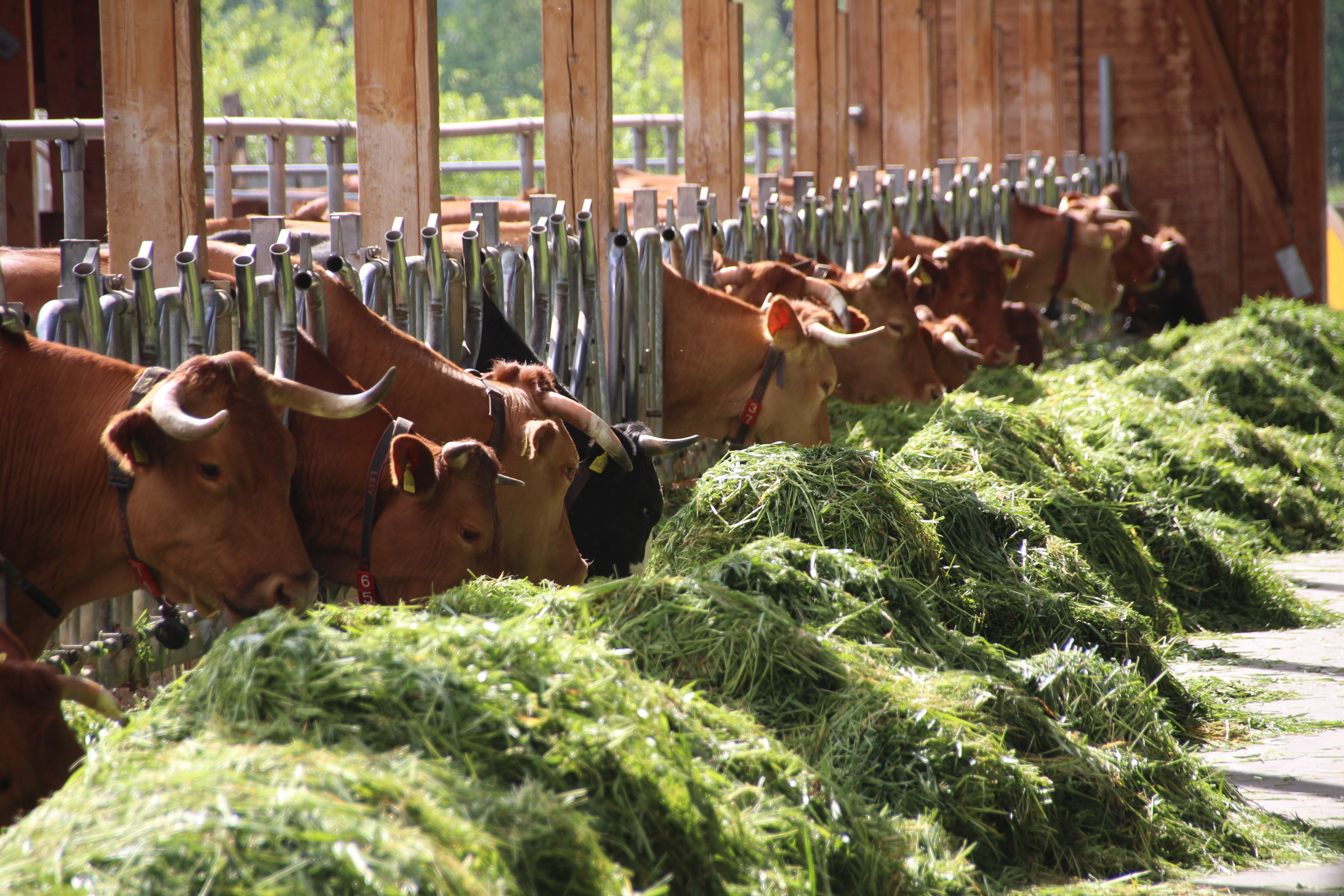
Gemischter Bestand, darunter viele Gelbviehkühe